# Trichosteleum pervilleanum
Trichosteleum pervilleanum là một loài Rêu trong họ Sematophyllaceae. Loài này được (Schimp.) W.R. Buck miêu tả khoa học đầu tiên năm 1993.